# 이요 철도 다카하마선
다카하마 선(일본어: 高浜線)은 일본 에히메현 마쓰야마시의 다카하마역부터 마쓰야마시 역까지를 잇는 이요 철도의 철도 노선이다. 마쓰야마시 역에서 접속하는 요코가와라 선과 직통 운행을 실시하고 있다.

## 노선 정보
- 노선 거리 (영업 거리) : 9.4km
- 궤간 : 1,067mm
- 역 수 : 10역 (기.종점역 포함)
- 복선화 구간 : 바이신지 - 마쓰야마시 구간
- 단선화 구간 : 다카하마 - 바이신지 구간
- 전철화 구간 : 전 구간 (직류 600V)
- 폐색 방식 : 자동 폐색식
- 최고 속도 : 60km/h
- 차량 기지 : 고마치 차량 공장
- 최대 연락 차량수 : 4량

## 역 목록
| 가선 전압 | 역 번호    | 역명            | 일어 역명  | 역간 거리 | 영업 거리 | 접속 노선                                                                   |
| --------- | ---------- | --------------- | ---------- | --------- | --------- | --------------------------------------------------------------------------- |
|           | IY 00      | 마쓰야마 관광항 | 松山観光港 | -         | -         |                                                                             |
| 600V      | IY 01      | 다카하마        | 高浜       | -         | 0.0       |                                                                             |
| 600V      | IY 02      | 바이신지        | 梅津寺     | 1.2       | 1.2       |                                                                             |
| 600V      | IY 03      | 미나토야마      | 港山       | 0.8       | 2.0       |                                                                             |
| 600V      | IY 04      | 미쓰            | 三津       | 1.0       | 3.0       |                                                                             |
| 600V      | IY 05      | 야마니시        | 山西       | 1.0       | 4.0       |                                                                             |
| 600V      | IY 06      | 니시키누야마    | 西衣山     | 1.1       | 5.1       |                                                                             |
| 600V      | IY 07      | 기누야마        | 衣山       | 0.9       | 6.0       |                                                                             |
| 600V      | IY 08 · 07 | 고마치          | 古町       | 1.6       | 7.6       | 이요 철도 오테마치 선 · 조호쿠 선                                           |
| 600V      | IY 09 · 04 | 오테마치        | 大手町     | 0.9       | 8.5       | 이요 철도 오테마치 선 (오테마치에키마에 역)                                 |
| 750V      | IY 10 · 01 | 마쓰야마시      | 松山市     | 0.9       | 9.4       | 이요 철도 ■ 요코가와라 선 · ■ 군추 선 · 하나조노 선 (마쓰야마시에키마에 역) |